# Годигисел
Годигисел (лат: Godigisel, правилније Godigisclus, умро 406. године) био је краљ Вандала Хаздинга у периоду непосредно пре смрти. Годигисел је, највероватније под притиском Хуна, повео свој народ из Норика и Винделиција даље на запад. На Мајни су се Хаздинтима прикључили Силинзи, друга грана Вандала, а на Рајни и Свеви. Најзад, Годегисел је на самом крају 406. покушао да пређе Рајну и тако упадне на територију римске Галије. Међутим, навали споља супротставили су се Рипуарски Франци у римској војној служби. Годегисел је у овим борбама убијен, а Вандале су од потпуног пораза спасли наступајући Алани који су потукли Франке и омогућили прелаз преко римске границе.
Годигисела је наследио син Гундерих који је 31. децембра 406. превео Вандале на територију Западног римског царства преко залеђене Рајне. Поред Гундериха, Годигисел је имао још једног сина кога му је родила робиња - Гејсериха, будућег оснивача Вандалске краљевине у северној Африци.